# Villeneuve-sur-Lot
Villeneuve-sur-Lot (IPA: [vilnœv syʁ lɔt], in occitano Vilanuèva d'Òlt) è un comune francese di 21 690 abitanti situato nel dipartimento del Lot e Garonna nella regione della Nuova Aquitania. È gemellato con la città italiana di San Donà di Piave e con la cittadina scozzese di Troon.

## Geografia fisica
Il territorio comunale è bagnato dalle acque del fiume Lède.

## Storia
Il primo insediamento urbano documentato risale all'epoca romana con il nome di Excisum, accampamento di legionari sorto all'incrocio di alcune vie di comunicazione nella valle del Lot, cui in seguito si aggiunsero abitazioni civili, dei templi ed un foro.
Nel secolo XI sorse in zona un'abbazia benedettina, ma è solo nel 1254 che venne fondata l'attuale città ad opera di Alfonso III di Poitiers.
La città fu coinvolta nella Guerra dei Cent'Anni e nelle Guerre di Religione Francesi, finché le sue fortificazioni non furono distrutte nel 1653, a seguito delle rivolte connesse con la Fronda.

### Simboli
Il primo stemma di Villeneuve-sur-Lot venne concesso da Enrico II nel 1547: d'azzurro, al ponte d'argento, di 5 archi, sormontato da 3 torri, quella di destra e quella di sinistra portanti in capo un giglio. Il ponte raffigurato nello stemma fu costruito nel 1282 come completamento del sistema difensivo. Le torri erano munite di  caditoie, feritoie e saracinesche.

## Società

### Evoluzione demografica
Abitanti censiti

## Geografia antropica

### Cantoni
Fino alla riforma del 2014, il territorio comunale di Villeneuve-sur-Lot era ripartito su due cantoni:
- Cantone di Villeneuve-sur-Lot-Nord
- Cantone di Villeneuve-sur-Lot-Sud

A seguito della riforma approvata con decreto del 26 febbraio 2014, che ha avuto attuazione dopo le elezioni dipartimentali del 2015, il territorio comunale di Villeneuve-sur-Lot è ripartito su due nuovi cantoni:
- Cantone di Villeneuve-sur-Lot-1: comprende parte della città di Villeneuve-sur-Lot e il comune di Lédat
- Cantone di Villeneuve-sur-Lot-2: comprende parte della città di Villeneuve-sur-Lot e i comuni di
  - Bias
  - Hautefage-la-Tour
  - Pujols
  - Saint-Antoine-de-Ficalba
  - Sainte-Colombe-de-Villeneuve

## Amministrazione

### Gemellaggi
- Bouaké, dal 1957[5];
- Neustadt, dal 1976[6];
- Avila, dal 1984[7];
- Troon, dal 1987[8];
- San Donà di Piave, dal 1997.[9]